# Pablo Barrera
Pablo Edson Barrera Acosta (født 21. juni 1987 i Tlalnepantla, Mexico) er en mexicansk fodboldspiller, der spiller som kantspiller hos den mexicanske klub Pumas UNAM. Han har tidligere blandt andet repræsenteret Premier League-klubben West Ham United og La Liga-klubben Real Zaragoza. Han debuterede for West Ham den 14. august 2010 i et Premier League-nederlag til Aston Villa.

## Landshold
Barrera står (pr. april 2018) noteret for 57 kampe og seks scoringer for Mexicos landshold, som han debuterede for den 17. oktober 2007 i et opgør mod Guatemala. Han repræsenterede sit land ved VM i 2010 i Sydafrika.